# Anton Čeh (nogometaš)
Anton »Tona« Čeh, slovenski nogometaš, * 16. januar 1943, Maribor, † 24. februar 2023.

## Kariera
Tone Čeh se je rodil v Mariboru, očetu Francu in materi Genovefi. V družini je bilo pet bratov, poleg Toneta  sta se s športom ukvarjala še  Adi, ki je bil boksar, in Vinko, ki je bil sodnik na tekmah nekdanje prve jugoslovanske zvezne lige.
Nogometno kariero je začel pri mariborskem Železničarju, leta 1960 pa je skupaj z 12 igralci iz tega kluba in 9 igralci NK Branika prestopil v takrat na novo ustanovljeni NK Maribor. Prvič je za Maribor igral marca 1961 na tekmi proti Gorici, v tedanji prvi slovenski ligi, zadnjič pa junija 1965 proti NK Splitu v Ljudskem vrtu v takratni drugi jugoslovanski ligi. Za NK Maribor je skupaj odigral 113 tekem in dosegel 17 zadetkov. Leta 1965 je kot prvi nogometaš NK Maribora prestopil v NK Olimpijo, za katero je igral do junija 1971. Za Olimpijo je debitiral 15. avgusta 1965 na tekmi proti Veležu in skupaj odigral 92 tekem ter dosegel 6 zadetkov.  Na koncu kariere je igral še za jugoslovanskega drugoligaša NK Mercator iz Ljubljane.
V času, ko je igral za NK Maribor, si je s svojimi dobrimi igrami prislužil vpoklic v jugoslovansko reprezentanco B, za katero je odigral 2 tekmi, prvo 26. septembra 1964 v Ljudskem vrtu proti Avstriji.

## Osebno življenje
Njegov sin Aleš je bil prav tako nogometaš in dolgoletni kapetan Slovenske nogometne reprezentance, nogometaša sta tudi njegova vnuka Tim in Mark.
Zadnja leta je živel v Kopru. Pokopan je na pobreškem pokopališču v rodnem Mariboru. 